# Lewis Gibson (łyżwiarz figurowy)
Lewis Gibson (ur. 1 maja 1994 w Prestwick) – brytyjski łyżwiarz figurowy, startujący w parach tanecznych z Lilah Fear. Uczestnik igrzysk olimpijskich (2022), dwukrotny wicemistrz Europy (2023, 2024), medalista zawodów z cyklu Grand Prix i Challenger Series oraz 6-krotny mistrz Wielkiej Brytanii (2017, 2019–2024).
W 2020 roku dokonał coming outu, zaś w 2022 roku potwierdził, że wstąpił w związek małżeński z Joshuą Walshem.
W 2023 roku wraz z partnerką sportową Lilah Fear zostali pierwszymi zwycięzcami zawodów z cyklu Grand Prix dla Wielkiej Brytanii.

## Osiągnięcia

### Pary taneczne
Z Lilah Fear
| Zawody                          | 16–17          | 17–18          | 18–19          | 19–20          | 20–21          | 21–22          | 22–23          | 23–24          |                |                |                |                |                |                |                |                |                |
| Międzynarodowe                  | Międzynarodowe | Międzynarodowe | Międzynarodowe | Międzynarodowe | Międzynarodowe | Międzynarodowe | Międzynarodowe | Międzynarodowe | Międzynarodowe | Międzynarodowe | Międzynarodowe | Międzynarodowe | Międzynarodowe | Międzynarodowe | Międzynarodowe | Międzynarodowe | Międzynarodowe |
| ------------------------------- | -------------- | -------------- | -------------- | -------------- | -------------- | -------------- | -------------- | -------------- | -------------- | -------------- | -------------- | -------------- | -------------- | -------------- | -------------- | -------------- | -------------- |
| Zimowe igrzyska olimpijskie     |                |                |                |                |                | 10             |                |                |                |                |                |                |                |                |                |                |                |
| Mistrzostwa świata              | 22             | 24             | 13             | C              | 7              | 6              | 4              | 4              |                |                |                |                |                |                |                |                |                |
| Mistrzostwa Europy              | 15             |                | 6              | 5              | C              | 5              | 2              | 2              |                |                |                |                |                |                |                |                |                |
| GP Finał Grand Prix             |                |                |                |                |                |                | 4              | 4              |                |                |                |                |                |                |                |                |                |
| GP NHK Trophy                   |                |                | 4              | 4              |                | 3              |                | 1              |                |                |                |                |                |                |                |                |                |
| GP Skate America                |                |                | 5              |                |                |                |                |                |                |                |                |                |                |                |                |                |                |
| GP Skate Canada International   |                |                |                | 3              |                | 7              | 2              | 2              |                |                |                |                |                |                |                |                |                |
| GP MK John Wilson Trophy        |                |                |                |                |                |                | 2              |                |                |                |                |                |                |                |                |                |                |
| CS Autumn Classic International |                |                |                | 2              |                |                |                |                |                |                |                |                |                |                |                |                |                |
| CS Finlandia Trophy             |                | 9              |                |                |                | 3              |                |                |                |                |                |                |                |                |                |                |                |
| CS Lombardia Trophy             | 2              | 4              |                |                |                |                |                |                |                |                |                |                |                |                |                |                |                |
| CS Memoriał Ondreja Nepeli      |                |                | 5              |                |                |                | WD             | 1              |                |                |                |                |                |                |                |                |                |
| CS Nebelhorn Trophy             |                |                | 4              | 4              |                |                | 1              | 1              |                |                |                |                |                |                |                |                |                |
| CS Warsaw Cup                   |                | 4              |                |                |                | WD             |                |                |                |                |                |                |                |                |                |                |                |
| CS U.S. International Classic   |                |                |                |                |                |                | 1              |                |                |                |                |                |                |                |                |                |                |
| Bavarian Open                   |                | 1              |                |                |                |                |                |                |                |                |                |                |                |                |                |                |                |
| Britannia Cup                   |                |                |                |                |                |                | 1              |                |                |                |                |                |                |                |                |                |                |
| Ice Challenge                   |                | 2              |                |                |                |                |                |                |                |                |                |                |                |                |                |                |                |
| International Cup of Nice       | 5              | 6              |                |                |                |                |                |                |                |                |                |                |                |                |                |                |                |
| Lake Placid IDI                 | 11             |                |                |                |                |                |                |                |                |                |                |                |                |                |                |                |                |
| Open d’Andorra                  | 4              | 2              |                |                |                | 1              |                |                |                |                |                |                |                |                |                |                |                |
| Santa Claus Cup                 | 2              | 4              |                |                |                |                |                |                |                |                |                |                |                |                |                |                |                |
| Krajowe                         |                |                |                |                |                |                |                |                |                |                |                |                |                |                |                |                |                |
| Mistrzostwa Wielkiej Brytanii   | 1              | 2              | 1              | 1              | C              | 1              | 1              | 1              |                |                |                |                |                |                |                |                |                |

### Soliści
| Zawody                                | 11–12          | 12–13          | 13–14          | 14–15          | 15–16          |                |                |                |                |                |                |                |                |                |                |                |                |
| Międzynarodowe                        | Międzynarodowe | Międzynarodowe | Międzynarodowe | Międzynarodowe | Międzynarodowe | Międzynarodowe | Międzynarodowe | Międzynarodowe | Międzynarodowe | Międzynarodowe | Międzynarodowe | Międzynarodowe | Międzynarodowe | Międzynarodowe | Międzynarodowe | Międzynarodowe | Międzynarodowe |
| ------------------------------------- | -------------- | -------------- | -------------- | -------------- | -------------- | -------------- | -------------- | -------------- | -------------- | -------------- | -------------- | -------------- | -------------- | -------------- | -------------- | -------------- | -------------- |
| CS Lombardia Trophy                   |                |                |                | 13             |                |                |                |                |                |                |                |                |                |                |                |                |                |
| CS Volvo Open Cup                     |                |                |                | 13             |                |                |                |                |                |                |                |                |                |                |                |                |                |
| Hamar Trophy                          |                |                |                | 2              |                |                |                |                |                |                |                |                |                |                |                |                |                |
| NRW Trophy                            |                |                | 12             |                |                |                |                |                |                |                |                |                |                |                |                |                |                |
| Międzynarodowe: Kategorie młodzieżowe |                |                |                |                |                |                |                |                |                |                |                |                |                |                |                |                |                |
| Triglav Trophy                        | 10 J           | 4 J            |                |                |                |                |                |                |                |                |                |                |                |                |                |                |                |
| Krajowe                               |                |                |                |                |                |                |                |                |                |                |                |                |                |                |                |                |                |
| Mistrzostwa Wielkiej Brytanii         | 5 J            | 4 J            | 2              | 4              | 5              |                |                |                |                |                |                |                |                |                |                |                |                |

### Pary sportowe
Z Heather Murdoch
| Mistrzostwa Wielkiej Brytanii | 1 N | 3 N |

## Programy
Lilah Fear / Lewis Gibson
| Sezon   | Taniec rytmiczny (RD) | Taniec dowolny (FD) |
| ------- | --- | --- |

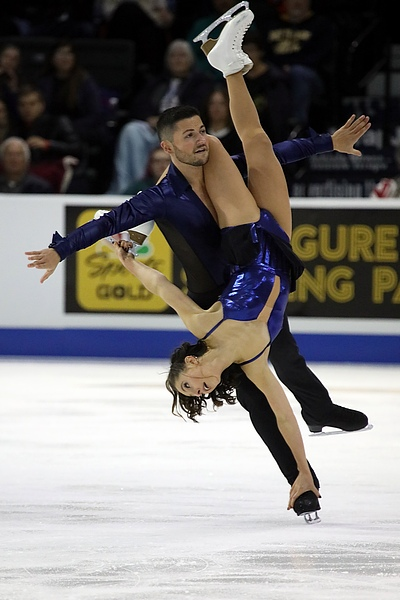
Taniec dowolny Disco medley (Skate America 2018)

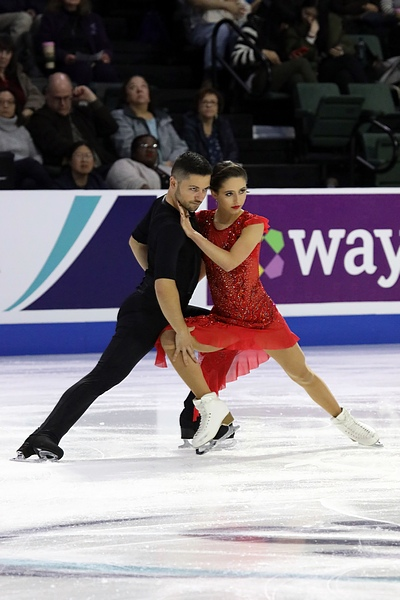
Taniec rytmiczny Tango Flamenco / Volare (Skate America 2018)

| 2023–24 | - Eurythmics medley: - Sweet Dreams (Are Made of This) (Hot Remix) - Here Comes the Rain Again - Sweet Dreams (Are Made of This) (Steve Angello Remix) choreografia: Romain Haguenauer, Samuel Chouinard, Ginette Cournoyer      | - Gonna Fly Now (z filmu Rocky) – Bill Conti - Gonna Fly Now (z filmu Rocky) – Rocky Broadway Orchestra - Eye of the Tiger – Tommee Profitt, Fjora - Eye Of The Tiger – Survivor choreografia: Romain Haguenauer, Samuel Chouinard, Ginette Cournoyer |
| 2022–23 | - Merengue: Vivir Mi Vida – Marc Anthony - Cha-cha: No Me Ames – Jennifer Lopez, Marc Anthony - Cha-cha: Let’s Get Loud – Jennifer Lopez choreografia: Romain Haguenauer, Samuel Chouinard, Ginette Cournoyer                    | - Lady Gaga medley: - Born This Way - Million Reasons choreografia: Romain Haguenauer, Samuel Chouinard, Ginette Cournoyer |
| 2021–22 | - Disco: I Was Made For Lovin’ You (z Hard Times) – Kiss - Blues: Forever (z Hot in the Shade) – Kiss - Disco: Rock and Roll All Nite (z Hard Times) – Kiss choreografia: Romain Haguenauer, Samuel Chouinard, Ginette Cournoyer | - The Lion King medley – Hans Zimmer - Circle of Life, Nants' Ingonyama - They Live in You - He Lives in You - Circle of Life - King of Pride Rock, Circle of Life (Reprise)                                                                          |
| 2020–21 | - The Blues Brothers medley (z filmu The Blues Brothers): - Swing: Soul Man - Blues: Everybody Needs Somebody to Love - Swing/Jive: Shake A Tail Feather choreografia: Romain Haguenauer, Samuel Chouinard, Ginette Cournoyer    | - Madonna medley: - Vogue - Hung Up - Like a Prayer choreografia: Romain Haguenauer, Samuel Chouinard, Ginette Cournoyer |
| 2019–20 | - The Blues Brothers medley (z filmu The Blues Brothers): - Swing: Soul Man - Blues: Everybody Needs Somebody to Love - Swing/Jive: Shake A Tail Feather choreografia: Romain Haguenauer, Samuel Chouinard, Ginette Cournoyer    | - Madonna medley: - Vogue - Hung Up - Like a Prayer choreografia: Romain Haguenauer, Samuel Chouinard, Ginette Cournoyer |
| 2018–19 | - Tango: Tango Flamenco – Armik - Flamenco: Nel blu dipinto di blu (Volare) – Gipsy Kings, oryg. Domenico Modugno choreografia: Romain Haguenauer                                                                                | - Disco medley: - Bad Girls – Donna Summer - September – Earth, Wind & Fire - On the Radio – Donna Summer - Don’t Stop ’Til You Get Enough – Michael Jackson choreografia: Romain Haguenauer                                                          |
| Sezon   | Taniec krótki (SD) | Taniec dowolny (FD) |
| 2017–18 | - Run – Tiggs Da Author - Temptation – Diana Krall - Maria – Ricky Martin choreografia: Romain Haguenauer | - West Side Story medley: - Maria – Leonard Bernstein - Somewhere – Barbara Streisand, oryg. Leonard Bernstein - America – Leonard Bernstein choreografia: Romain Haguenauer                                                                          |
| 2016–17 | - Blues: Save My Soul – Big Bad Voodoo Daddy - Swing: Diga Diga Doo – Big Bad Voodoo Daddy choreografia: Romain Haguenauer | - You Raise Me Up – Josh Groban, oryg. Secret Garden - The New Hope Waltz – Karl Hugo choreografia: Romain Haguenauer |